# Вујица Гавровић
Вујица Гавриловић (†1914) био је један од набољих представника надгробног каменореза у таковском крају с почетка 20. века. Веома надарен, клесарио је тек једну деценију, до погибије у Колубарској бици 1914. године.

## Живот
Рођен је око 1885. године у каменитом пожешком селу Јелен До, у сиромашној породици. Отац је био дунђер, а сва четворица браће зидари−печалбари. И сам се рано отиснуо у „мајсторисање” у таковски крај. Занатовање му је било урођено − био је вешт зидар, каменорезац и столар. Бавио се и пчеларством, као и продајом дувана. Свирао је хармонику и гусле. 
Призетио се у фамилију Жижовић у Горњим Бранетићима, где је имао клесарску радионици у кући чатмари. Ту је израђивао надгробнике и уговарао послове. 
У Први светски рат отишао је као поднаредник. Учествовао је у Колубарској бици. Страдао је на Шиљковици храбро предводећи јуриш, три пушкомета од родног села. Сахрањен је у Јанчићима. Браћа су му касније пренела тело и сахранила га у Јелен Долу.
Три пута се женио. Прве две супруге умрле су младе, док се трећа по Вујичиној погибији преудала. Са другом супругом имао је ћерку Даницу, рођену 1909.
О Вујици Гавровићу први је у „Плавој линији живота”, писао песник Бранко В. Радичевић 1961. године:
 (...) Он се настанио под Рудником и окућио. Обрађивао је камен. (...) Висок, леп човек, уз то и довитљив и вешт, убрзо постаде познат у том крају. Кавгу није избегавао, мада је не заметаше. Више је волео да се кришом састаје са девојкама и женама. (...) Није хтео - или није могао - да обрађује земљу. Клесао је кабларски камен. И рад му беше танан, девојачки. Урезиваше лепа, обла слова. Не бејаше таман као Јосиф; горчином није дочекивао смрт. Камену је додавао чипку и веселу шару. И - чудно - у његовом рукопису не беше импровизације.

## Дело
Споменике је мајсторски клесао од ситнозрног беличастог „кабларца” и жућкастог бранетићког тоцилњака. Надгробници су у облику стуба „усадника” или углављени у масивно постоље, понекад високо до пола метра. Стуб је покривен танком плочом, а предња, источна страна и полеђина идентично су обрађене, што је била новина. 
При обради, Вујуца Гавровић је своје споменике третирао целовито, наглашено архитектонски и скулпторски. Простор за епитаф ограничен је декоративним стубићима. Изнад је лучно профилисано засвође са декоративним фризом, које се продужава у велики тролисно стилизовани крст.
Унутар крста често је приказан још један, мањи, фигура распетог Христа или анђео. Бокови стуба украшени су рељефним приказима религиозних симола − путира, трокраких чирака и рипида, или виновом лозом изниклом из саксије.
Ту је и један сасвим нов мотив који је Гавровић увео у надгробно каменорезаштво таковског краја − приказ зидног или стоног часовника, који казаљкама приказије „смртни час” покојника.
Обрада површина камена је врхунска, са уравнотеженим односима рељефних елемената и арабескних уреза. Слова укошена улево, дубоко урезана су и доприносе општем декоративном утиску. Епитафи обично започињу са: У овом мрачном гробу, а вечитоме дому и небеском рају почивају кости..., а онда следе штури, фактографски подаци о покојнику и сродницима који су подигли споменик. Натпис је често изведен у слободној типографској форми, са слободно распоређеним знацима интерпункције, који доприносе визуелној разиграности текста. 
На споменицима се потписивао Из радње Вујице Гавровића родом Ужичанина с. р., а на једном споменику се потписао као „сликар” − Молер Вујица Гавровић.
Рад Вујице Гавровића пресудно је утицао на неколико локалних каменорезаца, пре свих Добросава Стевановића из оближњег Озрема, који је не само опонашао његов рад, већ и довршио већи број полуобрађених тесаника који су остали у Гавровићевој каменорезачкој радионици после његове погибије 1914. године. Тек када се пажљиво упореде детаљи може се открити рука мајстора − све је назглед исто, али је по степену лепоте и снази животности је осетна разлика. Млађи мајстор радио је опонашатељским виђењем и спољашњим прилазом, док је Вујица резбарио „исконском надареношћу и унутрашњим озарењем”, па није ни чудо што је Стевановић је у потпуности подлегао очаравајућој уметности великог учитеља.